# Ненад Ристић (шахиста)
Ненад Ристић  (Смедеревска Паланка, 19. новембар 1958) је српски шаховски велемајстор.

## Каријера
Ненад Ристић је постао међународни мајстор шаха 1986. а велемајстор 1997. године.
Већ са петнаест година играо је на јуниорском првенству света, потом је био јуниорски првак Југославије и по два пута учествовао на европском и светском шампионату. Победио је на преко 50 међународних турнира, био селектор на четири шаховске олимпијаде, тренер мушке и женске репрезентације.
У саставу разних клубова вишеструки је учесник Европских клупских купова.
Учесник је више међународних турнира: Европско екипно првенство у категорији старијих од 50 година (2017), Европско првенство у брзопотезном шаху (2018), Европско првенство у убрзаном шаху (2018).
Победио је на турниру "Миодраг Милићевић" у Крагујевцу (2019).